# Massacre du parc de la Visite
Le massacre du parc de la Visite fait référence à la tentative du 23 juillet 2012 des policiers d’expulser 142 familles du parc national La Visite, un des deux parcs nationaux d'Haïti. 

## Source des tensions
D'un côté, des paysans situés aux abords et à l'intérieur du parc, vivent d'une agriculture vivrière depuis 1942. De l'autre, le gouvernement et une association locale (la fondation Séguin), chargés de la préservation et reforestation du parc accusent ces paysans de déforestation. Entre avril et mai 2012, des réunions sont organisées où les paysans refusent de quitter leur foyer.

## Le massacre
Le 23 juillet 2012, vers midi, une importante délégation (délégué départemental du Sud-Est, commissaire de police, commissaire du gouvernement, juge de paix de la commune du Marigot, ministre de l'Environnement, ministre de l'Intérieur, sept voitures de police, une ambulance) arrive au parc. Après plusieurs sommations et refus des paysans de déguerpir, la police fracasse les maisons avec des masses. Une rixe éclate. Des coups de feu sont tirés parmi les gaz lacrymogènes. L'affrontement dure deux heures.
On dénombre quatre adultes tués et deux enfants disparus côté paysans contre un blessé côté policier.

## Conséquences
Aucune instruction judiciaires ne fut conduite par la justice du pays, l’État et la police considérant l’événement comme un accident.
Une grande tombe en béton érigée en plein milieu du parc abrite les quatre victimes de cet événement.